# 鄧秀
鄧秀（1418年—？），字鍾英，江西吉安府安福縣人，軍籍，明朝政治人物。進士出身。

## 生平
江西鄉試第三十一名。景泰二年（1451年）辛未科會試第一百三十九名，殿試登進士第三甲第一百一十四名。

## 家族
曾祖鄧伯彥。祖父鄧肇端。父亲鄧允固。